# Das Andere Deutschland
Das Andere Deutschland (« L'Autre Allemagne » en allemand) était un hebdomadaire allemand créé en 1925 pour défendre les causes républicaines et pacifistes.

## Histoire
Le journal est issu de la revue mensuelle Pazifist (Pacifiste), créée en 1921. Les deux publications étaient administrées par Fritz Küster. Das Andere Deutschland était l'organe de la Société pacifiste allemande. Sous la République de Weimar, Kurt Tucholsky, Erich Kästner, Heinrich Ströbel, Berthold Jacob, Carl Mertens, Hermann Mohn et Friedrich Wilhelm Foerster, entre autres, ont écrit pour le journal.
Das Andere Deutschland a dû cesser de paraître le 11 mars 1933, moins de deux semaines après le Reichstagsbrandverordnung rédigé par le gouvernement d'Adolf Hitler et approuvé par Paul von Hindenburg. Küster a été arrêté et déporté de 1933 à 1938.
À la fin de la Seconde Guerre mondiale, Küster a repris l'édition du journal. En 1969, trois ans après sa mort, le journal a définitivement cessé de paraître.